# Manu Molina
Manuel Antonio Molina Valero, detto Manu (Huelva, 20 novembre 1991), è un calciatore spagnolo, centrocampista svincolato.

## Carriera
Il 22 agosto 2020 viene acquistato a titolo definitivo dalla squadra spagnola dell'Ibiza.

## Statistiche

### Presenze e reti nei club
Statistiche aggiornate al 21 febbraio 2021.
| Stagione                 | Squadra                  | Campionato               | Campionato | Campionato | Coppe nazionali | Coppe nazionali | Coppe nazionali | Coppe continentali | Coppe continentali | Coppe continentali | Altre coppe | Altre coppe | Altre coppe | Totale | Totale |
| Stagione                 | Squadra                  | Comp                     | Pres       | Reti       | Comp            | Pres            | Reti            | Comp               | Pres               | Reti               | Comp        | Pres        | Reti        | Pres   | Reti   |
| ------------------------ | ------------------------ | ------------------------ | ---------- | ---------- | --------------- | --------------- | --------------- | ------------------ | ------------------ | ------------------ | ----------- | ----------- | ----------- | ------ | ------ |
| 2010-2011                | Espanyol                 | PD                       | 7          | 0          | CR              | 2               | 0               | -                  | -                  | -                  | -           | -           | -           | 9      | 0      |
| 2011-2012                | Huesca                   | SD                       | 23         | 1          | CR              | 2               | 0               | -                  | -                  | -                  | -           | -           | -           | 25     | 1      |
| 2012-2013                | Valencia Mestalla        | SDB                      | 36         | 9          | -               | -               | -               | -                  | -                  | -                  | -           | -           | -           | 36     | 9      |
| 2013-2014                | Valencia Mestalla        | SDB                      | 37         | 4          | -               | -               | -               | -                  | -                  | -                  | -           | -           | -           | 37     | 4      |
| Totale Valencia Mestalla | Totale Valencia Mestalla | Totale Valencia Mestalla | 73         | 13         |                 | -               | -               |                    | -                  | -                  |             | -           | -           | 73     | 13     |
| 2014-2015                | Recreativo Huelva        | SD                       | 26         | 1          | CR              | 1               | 0               | -                  | -                  | -                  | -           | -           | -           | 27     | 1      |
| 2015-2016                | Recreativo Huelva        | SDB                      | 36         | 3          | -               | -               | -               | -                  | -                  | -                  | -           | -           | -           | 36     | 3      |
| Totale Recreativo Huelva | Totale Recreativo Huelva | Totale Recreativo Huelva | 62         | 4          |                 | 1               | 0               |                    | -                  | -                  |             | -           | -           | 63     | 4      |
| 2017-2018                | Lleida Esportiu          | SDB                      | 30         | 1          | CR              | 4               | 1               | -                  | -                  | -                  | -           | -           | -           | 34     | 2      |
| 2018-2019                | Salamanca UDS            | SDB                      | 32         | 2          | -               | -               | -               | -                  | -                  | -                  | -           | -           | -           | 32     | 2      |
| 2019-2020                | Linense                  | SDB                      | 28         | 3          | -               | -               | -               | -                  | -                  | -                  | -           | -           | -           | 28     | 3      |
| 2020-2021                | Ibiza                    | SDB                      | 13         | 0          | CR              | 3               | 1               | -                  | -                  | -                  | -           | -           | -           | 16     | 1      |
| Totale carriera          | Totale carriera          | Totale carriera          | 268        | 24         |                 | 12              | 2               |                    | -                  | -                  |             | -           | -           | 280    | 26     |